# Orkhan Aslanov
Orkhan Aslanov (en azéri: Orxan Əlövsət oğlu Aslanov), né le 24 mars 1995, est un parathlète avec trouble de la vue représentant l'Azerbaïdjan.

## Biographie
Orkhan Alovsat oghlu Aslanov participe au saut en longueur dans la catégorie T13 aux Jeux paralympiques et remporte la médaille d'or à deux reprises, aux Jeux paralympiques d'été de 2020 et aux Jeux paralympiques d'été de 2024.
En août 2021, Orkhan Aslanov participe aux XVIes Jeux paralympiques d'été organisés au  Japon. Dans le tournoi de saut en longueur, Orkhan Aslanov remporte la médaille d'or avec un résultat de 7,36 mètres.

## Récompenses
Conformément au décret du président azerbaïdjanais Ilham Aliyev du 6 septembre 2021, Orkhan Alovsat oglu Aslanov reçoit l'Ordre du 1er degré « Pour service à la patrie » pour ses réalisations aux 16e Jeux paralympiques d'été et ses services dans le sport azerbaïdjanais.
Aslanov participe au tournoi de saut en longueur de catégorie T13 aux Jeux paralympiques d'été de 2024 qui ont lieu à Paris en septembre 2024 et devient champion avec un résultat de 7,29 mètres.
Par arrêté du président Ilham Aliyev du 10 septembre 2024, Orkhan Aslanov reçoit 200 000 manats pour avoir remporté la première place aux 17es Jeux paralympiques d'été. Par un autre arrêté du Président du même jour, il reçoit également l'Ordre de la Gloire (Azerbaïdjan).